# Agatodemone
Agatodemone (in greco antico: Ἀγαθοδαίμων?, Agathodáimōn; Alessandria d'Egitto, ... – ...; fl. IV-V secolo) è stato un geografo egizio alessandrino.

## Biografia e opere
Le informazioni possedute su Agatodemone sono ben poche. Si sa con certezza che fu un cartografo alessandrino, ma anche il periodo in cui visse è difficile da stabilire con certezza, sebbene alcuni studiosi lo pongano tra il IV e il V secolo.
Secondo un'altra teoria, Agatodemone sarebbe stato l'autore che delineò alcune delle mappe presenti nella Geografia di Tolomeo e di conseguenza sarebbe da considerare suo contemporaneo, e quindi vissuto nel II secolo, o comunque di poco posteriore a Claudio Tolomeo. Alla base di questa convinzione ci sono due manoscritti, quello di Vienna e quello di Venezia, in cui risultano mappe con la didascalia: 